# Майкъл Радфорд
Майкъл Джеймс Радфорд (на английски: Michael James Radford) е британски режисьор, сценарист и филмов продуцент.
Роден е на 24 февруари 1946 година в Ню Делхи, Британска Индия, в семейството на британец и австрийска еврейка. Завършва Оксфордския университет, а след това Националното филмово и телевизионно училище и през следващите години работи главно върху документални филми за Би Би Си. Широка известност получава с „1984“ (Nineteen Eighty-Four, 1984), последван от други известни филми като „Пощальонът“ (Il postino, 1994), за който получава награда на БАФТА за чуждоезичен филм и е номиниран за „Оскар“ за сценарий и режисура, „Венецианският търговец“ (The Merchant of Venice, 2004), „Елза и Фред“ (Elsa & Fred, 2014).

## Избрана филмография
- „1984“ (Nineteen Eighty-Four, 1984)
- „Пощальонът“ (Il postino, 1994)
- „Венецианският търговец“ (The Merchant of Venice, 2004)
- „Безупречен“ (Flawless, 2007)
- „Елза и Фред“ (Elsa & Fred, 2014)